# John Baird
John Baird (ur. 27 kwietnia 1874, zm. 20 sierpnia 1941) – brytyjski polityk i dyplomata, członek Partii Konserwatywnej, w latach 1922–1924 minister transportu Wielkiej Brytanii, a od 1925 do 1931 gubernator generalny Australii.

## Życiorys
Był londyńczykiem z urodzenia. Uczył się w Eton College, a następnie podjął studia na Uniwersytecie Oksfordzkim, jednak ich nie ukończył. Zamiast tego trafił do pracy w biurze gubernatora Nowej Południowej Walii, a potem do służby dyplomatycznej. W 1912 został członkiem Izby Gmin, zaś w latach 1922–1924 kierował resortem transportu w dwóch kolejnych konserwatywnych rządach.
W 1925 premier Australii Stanley Bruce wybrał go spośród przedstawionych mu kandydatów na gubernatora generalnego swojego kraju. Bruce wolał mieć za głowę państwa doświadczonego polityka o mieszczańskich korzeniach niż salonowego arystokratę. Dopiero po ogłoszeniu swojej nominacji, Baird przyjął tytuł barona. Gubernator i premier szybko znaleźli wspólny język, choć, wzorem swojego poprzednika, baron Stonehaven ograniczał się do zadań głównie ceremonialnych. Najważniejszym z nich było uroczyste otwarcie w 1927 nowego gmachu parlamentu w budowanej ponad 25 lat stolicy zjednoczonej Australii, Canberze. Od tej pory to właśnie to miasto stało się główną siedzibą gubernatorów generalnych, co położyło kres dotychczasowym ciągłym podróżom z Melbourne do Sydney.
Po zakończeniu swojej kadencji w styczniu 1931, Stonehaven wrócił do Anglii, gdzie został podniesiony do rangi wicehrabiego i wybrany na przewodniczącego swej macierzystej partii. Zmarł w Szkocji w 1941.